# Cấy ghép tim
Ghép tim, hoặc cấy ghép tim, là một thủ thuật cấy ghép phẫu thuật được thực hiện trên bệnh nhân suy tim giai đoạn cuối hoặc bệnh mạch vành nặng khi các phương pháp điều trị y khoa hoặc phẫu thuật khác đã thất bại. Vào năm 2018, thủ tục thông thường nhất là lấy một trái tim còn hoạt động, có hoặc không có cấy ghép một hoặc cả hai phổi cùng một lúc, từ một người hiến tạng gần đây đã chết (chết não là tiêu chuẩn) và cấy nó vào người bệnh nhân. Trái tim của bệnh nhân bị loại bỏ và thay thế bằng trái tim được hiến tặng (thủ thuật chỉnh hình) hoặc, ít phổ biến hơn, trái tim bệnh nhân của người nhận được giữ nguyên vị trí để hỗ trợ tim hiến tặng (dị tính).
Khoảng 3.500 ca ghép tim được thực hiện hàng năm trên thế giới, hơn một nửa trong số đó xảy ra ở Mỹ. Thời gian tồn tại sau phẫu thuật trung bình 15 năm. Ghép tim không được xem là phương thuốc chữa bệnh tim nhưng là phương pháp điều trị cứu sống nhằm cải thiện chất lượng cuộc sống cho người nhận.

## Lịch sử
Một trong những đề cập đầu tiên về khả năng cấy ghép tim là của nhà nghiên cứu y học người Mỹ Simon Flexner, người đã tuyên bố trong một giải thích về bài thuyết trình của ông về "Xu hướng bệnh học" tại Đại học Chicago năm 1907 rằng nó sẽ có thể xảy ra trong tương lai cho các bộ phận cơ thể người bị bệnh thay thế cho những người khỏe mạnh bằng phẫu thuật - bao gồm động mạch, dạ dày, thận và tim.
Không có một trái tim hiến tặng cho người, James D. Hardy thuộc Trung tâm Y tế Đại học Mississippi đã cấy trái tim của một con tinh tinh (chimpanzee) cấy vào ngực của một người tên Boyd Rush sắp chết vào sáng sớm ngày 24 tháng 1 năm 1964. Hardy đã sử dụng máy khử rung tim để gây sốc trái tim để khởi động lại tim đập. Trái tim này đã đập trong ngực của Rush trong 60 đến 90 phút (nguồn khác nhau), và rồi Rush chết mà không tỉnh lại. Mặc dù Hardy là một bác sĩ phẫu thuật có uy tín, người đã thực hiện ca cấy ghép phổi trên người đầu tiên của thế giới một năm trước đó, tác giả Donald McRae nói rằng Hardy có thể cảm thấy "sự khinh thường băng giá" từ các bác sĩ phẫu thuật khác tại Hội nghị cấy ghép quốc tế lần thứ sáu, vài tuần sau nỗ lực cấy ghép với trái tim tinh tinh này. Hardy đã được lấy cảm hứng từ sự thành công hạn chế của Keith Reemtsma tại Đại học Tulane trong việc cấy thận tinh tinh vào những bệnh nhân bị suy thận. Văn bản chấp thuận mà Hardy yêu cầu chị gái khác cha của Rush ký tên không bao gồm khả năng rằng tim của một con tinh tinh có thể được sử dụng, mặc dù Hardy nói rằng ông đã đưa nó vào các cuộc thảo luận bằng lời nói miệng. Xenotransplantation là thuật ngữ kỹ thuật cho việc ghép tạng hoặc mô từ loài này sang loài khác.